# Vivica Genaux
Vivica Genaux (Fairbanks, Alaska, 1969), és una mezzosoprano estatunidenca.
Nascuda a Alaska, començà a estudiar música a Fairbanks, on començà a formar-se com a cantant i on també estudià piano i violí. Posteriorment estudià a Indiana amb Virginia Zeani. Els seus primers papers d'importància foren en òperes de Rossini (Il barbiere di Siviglia, La Cenerentola i L'italiana in Algeri), a partir dels quals aconseguí fer-se un nom a nivell internacional i actuar arreu d'Europa, on actualment viu. A partir dels papers rossinians ha diversificat les seves interpretacions i s'ha decantat cada vegada més cap a la música barroca, amb un estil destacable per la seva coloratura i amb un interès especial per compositors com Händel i Johann Adolf Hasse. Les seves interpretacions a l'òpera Bajazet de Vivaldi i a l'oratori La Santissima Trinità d'Alessandro Scarlatti han rebut crítiques excel·lents.
Debutà al Gran Teatre del Liceu de Barcelona el 19 de març de 2006, amb un recital dedicat a Händel, i al Teatre Principal de Maó el 2 de juny de 2006, amb l'òpera La Cenerentola de Rossini.

## Discografia seleccionada
- An Evening of Arias and Songs (àries de Rossini). Vivica Genaux - Martin Dubé (EPCASO, 1999)
- Arminio (G. F. Haendel). Vivica Genaux (com a Arminio), Geraldine McGreevy, Dominique Labelle et al. - Il Complesso Barocco - Alan Curtis (Virgin veritas, 2001).
- Arias for Farinelli (diversos autors barrocs). Vivica Genaux - Akademie für Alte Musik - René Jacobs (Harmonia Mundi, 2002).
- Bel Canto Arias (àries de Rossini i Donizetti). Vivica genaux - Ensemble Orchestral de Paris - John Nelson (Virgin Classics, 2003).
- Bajazet (A. Vivaldi). Vivica Genaux (com a Irene), David Daniels, Patrizia Ciofi et al. - Europa Galante - Fabio Biondi (Virgin Classics, 2004)
- La Santissima Trinità (A. Scarlatti). Vivica Genaux (com a Teologia), Roberta Invernizzi et al. - Europa Galante - Fabio Biondi (Virgin Veritas, 2005)
- Handel & Hasse Arias & Cantatas (àries de Haendel i Hasse). Vivica Genaux - Les Violons du Roy - Bernard Labadie (Virgin Classics, 2006)
- Atenaide (A. Vivaldi). Vivica Genaux (com a Teodosio), Sandrine Piau, Romina Basso et al. - Modo Antiquo - Federico Maria Sardelli (Naïve, 2007)
- DVD: A voice out of the cold. Reportatge sobre Vivica Genaux.